# Four Arts Gardens

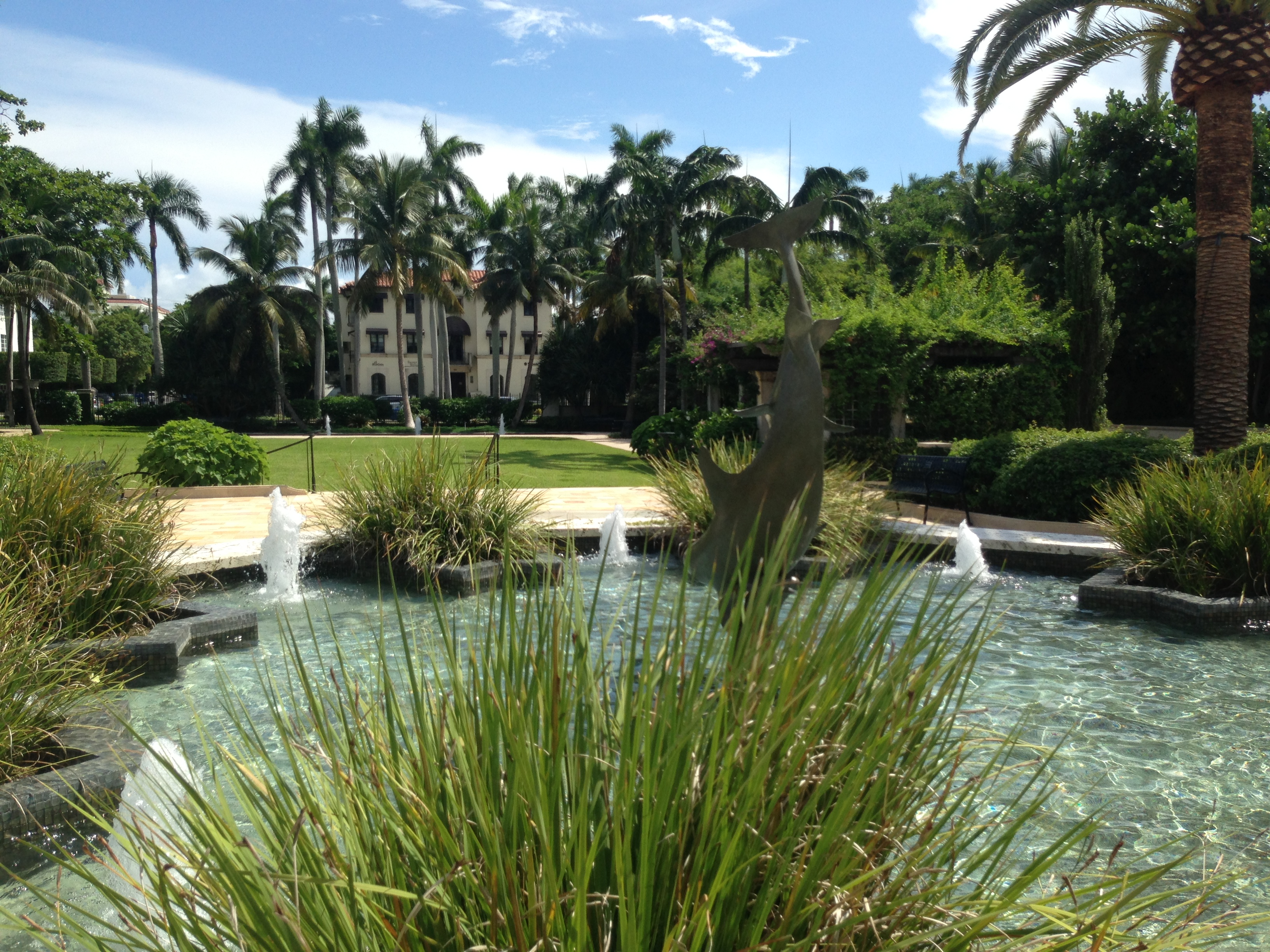

Der Four Arts Gardens, auch bekannt als die Four Arts Library, Gardens and Philip Hulitar Sculpture Gardens, ist ein öffentlicher Botanischer Garten. Die Gesellschaft der Four Arts (Vier Künste) wurde 1936 gegründet und ist eine gemeinnützige Wohltätigkeitsorganisation.
Auf seinem Campus am Intracoastal Waterway in Palm Beach befindet sich das Esther B. O’Keeffe Gallery Building, zu dem auch die Esther B. O’Keeffe Kunstgalerie gehört sowie das Auditorium eines Konzertsaals, zwei Bibliotheken, ein Verwaltungsgebäude und zwei Gärten, dem Philip Hulitar Sculpture Gardens und dem Four Arts Botanical Gardens. Die Gärten sind sieben Tage in der Woche geöffnet und der Eintritt ist kostenlos. Die beiden Bibliotheken der Gesellschaft dienen als lokale öffentliche Bibliotheken der Stadt Palm Beach.
Das ursprüngliche Gebäude der Plaza von wurde von Maurice Fatio erbaut. Das Gebäude der O’Keefe Gallery wurde vom Architekten Addison Mizner entworfen und beherbergt nun die Sammlungen der Kunstgalerie und die Verwaltung. Die Mary Alice Fortin Children’s Art Gallery befindet sich im zweiten Stock des Rovensky-Verwaltungsgebäudes, ebenso wie die Four Arts Children’s Library.
Der Ausstellungsgarten wurde 1938 eröffnet und wird nun durch den Garten-Club von Palm Beach gepflegt und unterhalten. Er soll die in Süd-Florida üblichen Pflanzen zeigen. Im chinesischen Garten gibt es ein „Moongate“ mit Figuren, ein Pfad führt hinter einem Steingarten zur spanischen Fassade und einem dekorativen Brunnen. Große Bäume säumen den Weg zum Madonnengarten und einer künstlichen Quelle. Ein Rosengarten und ein kleiner Kräutergarten vervollständigen das Ensemble.